# Cifrario a griglia
Con il termine cifrario a griglia si indicava in passato un metodo per cifrare i messaggi mediante l'utilizzo di griglie, vale a dire di fogli di carta perforati attraverso cui si scriveva il testo su di un foglio di carta sottostante.
La più antica descrizione di questa tecnica si deve all'uomo universale Girolamo Cardano che nel 1550 inventò l'omonima griglia. La sua idea si basava sull'uso di una maschera ricavata da un foglio di carta in cui erano ritagliate delle finestrelle che permettevano di scrivere su un foglio sottostante singole, lettere, sillabe o intere parole. Rimossa la griglia, il messaggio veniva completato con del testo qualunque fino a formare un innocente messaggio di senso compiuto. Per la lettura veniva adoperata una maschera identica alla prima, grazie alla quale il destinatario poteva separare dal resto le porzioni del messaggio che componevano la comunicazione nascosta.
Questo tipo di tecnica era più che altro un esempio di steganografia, come del resto lo sono molti dei cifrari a griglia.

## La griglia di Cardano e le sue varianti
La griglia di Cardano fu inventata durante un'epoca in cui i concetti di crittografia e steganografia erano spesso confusi l'uno con l'altro. Ad esempio, nonostante Sir Francis Bacon intercambiasse i due termini nel loro significato, egli riconobbe però la distinzione che se ne fa oggi e riassunse il senso della crittografia in tre semplici princìpi:
1. un metodo di cifratura non dovrebbe essere difficile da utilizzare;
2. non dovrebbe essere possibile ad altri recuperare il testo in chiaro (cioè "leggere il cifrario");
3. generalmente non dovrebbe trapelare la presenza di messaggi segreti.

È difficile soddisfare tutte e tre le condizioni simultaneamente, ed infatti la terza condizione la si può applicare quasi esclusivamente alla steganografia. Bacon convenne che un messaggio cifrato non dovrebbe, generalmente, rivelarsi come tale: la griglia cardanica originaria soddisfa esattamente questa condizione. Ma visto che ben poche varianti soddisfacevano anche la seconda condizione, per un crittanalista era una delizia l'imbattersi in un cifrario a griglia.
L'interesse per i cifrari a griglia risiedeva nella loro facilità d'impiego (primo principio), ed infatti ciò lo era realmente.

### Griglie per singole lettere
Non tutti i cifrari sono utilizzati per comunicare con altre persone: una persona potrebbe cifrare delle informazioni ad uso personale quali dei promemoria o dei dati riservati, come ad esempio una parola chiave o una combinazione numerica.

Una griglia in cartone con 8 aperture per singole lettere.

Nell'esempio a lato è raffigurata una griglia con 8 finestrelle, la lunghezza della parola TANGIERS che sarà nascosta, ricavate in un foglio di cartone in maniera casuale. La griglia è collocata su un foglio a quadretti (non richiesto nella pratica comune) e le lettere della parola da nascondere sono scritte dall'alto in basso.

Una griglia ricavata riempiendo casualmente gli spazi vuoti dopo aver inserito mediante una griglia cardanica una parola chiave.

Dopo le rimozione della griglia di Cardano, si completa la sottostante griglia inserendo a caso lettere e numeri. Alla fine solo il possessore della griglia utilizzata oppure di una sua copia potrà leggere le lettere o i numeri nascosti, che potrebbero formare, ad esempio, la chiave di un altro cifrario, come quello polialfabetico proposto dal contemporaneo Giambattista della Porta.
È ovvio che sia il mittente che il destinatario del messaggio devono essere in possesso di una copia identica della stessa griglia. Inoltre, la perdita di una griglia può portare alla perdita di segretezza di tutta la corrispondenza cifrata con essa: ciò si ha o perché non è più possibile leggere (cioè "decifrare") i messaggi o perché qualcun altro può essere in grado di farlo (perché magari ha ritrovato la griglia perduta).
Un ulteriore utilizzo di questo genere di cifrari a griglia è la generazione di numeri pseudo-casuali a partire da un testo preesistente. Questo tipo di uso è stato proposto analizzando il manoscritto Voynich, da alcuni ritenuto un falso creato sottoponendo ad una griglia di Cardano un altro scritto.

### Cifrari a graticcio

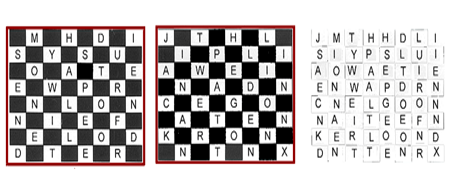
Un cifrario a scacchiera.

Si dice che il diplomatico Inglese Sir Francis Walsingham, capo delle spie della regina Elisabetta I ed orchestratore del complotto Babington ai danni di Maria Stuarda, utilizzasse un cifrario a graticcio, dalla traduzione del termine inglese trellis utilizzato all'epoca per indicare questo tipo di cifrari, per mascherare la corrispondenza con i propri agenti. In realtà egli tendeva ad utilizzare un nomenclatore, un tipo di cifrario a sostituzione considerato all'epoca come molto affidabile e sicuro.
I cifrari a graticcio erano sistemi reversibili che operavano mediante trasposizione, in maniera molto più simile ai cifrari a staccionata e vagamente ricordanti una scacchiera.

### Cifrari a scacchiera
La griglia cardanica originaria ha perforazioni casuali. Se venisse utilizzato un qualche schema per le perforazioni della maschera si verrebbe a creare un motivo regolare: era questo il caso dei cifrari a scacchiera, il cui nome derivava dal fatto che le finestrelle attraverso cui scrivere il testo seguivano lo schema della disposizione delle caselle bianche di una comune scacchiera.
Il mittente del messaggio iniziava collocando la scacchiera nella posizione errata per il gioco degli scacchi, vale a dire con la casella d'angolo in basso a destra di colore nero (invece di quella di colore bianco), ed iniziava a scrivere il messaggio nelle caselle bianche, una lettera per volta. Se sceglieva di scrivere in verticale, doveva partire dalla prima casella bianca in alto a sinistra e proseguire verso il basso per poi spostarsi verso destra; se sceglieva di scrivere in orizzontale, proseguiva verso destra e poi si spostava verso il basso. Se aveva scelto di procedere verticalmente, le lettere venivano poi lette in orizzontale, in verticale nell'altro caso.
Se il messaggio era più lungo di 32 lettere, ruotava la scacchiera di 90 gradi e poi proseguiva la scrittura sulle caselle nere, mentre se il messaggio era più corto doveva riempire le caselle bianche rimaste vuote con lettere senza senso. Se il messaggio, invece, era più lungo di 64 caratteri, provvedeva ad utilizzare un nuovo foglio ed una nuova rotazione della scacchiera.
Ad esempio, il messaggio "Send Money with all speed to our friend Jack in Antwerp at the Golden Innx", inserito nella scacchiera in senso verticale, dava il motivo a fianco: dopo l'inserimento delle prime 32 lettere, la scacchiera era stata ruotata. Leggendo alla fine il messaggio si otteneva quanto segue:
J M T H H D L I S I Y P S L U I A O W A E T I E E N W A P D E N E N E L G O O N N A I T E E F N K E R L O O N D D N T T E N R X 
Questo metodo di trasposizione produceva un motivo che non variava ed era perciò insoddisfacente dal punto di vista della sicurezza, per cui il suo uso era consigliabile solo per dati senza valore. Era perciò necessaria l'applicazione di una seconda trasposizione affinché fossero ben offuscate le lettere. Rimanendo in ambito scacchistico, una regola poteva essere quella di utilizzare le mosse del Re; andavano comunque bene anche altre regole, come ad esempio una spirale alla rovescia, insieme ad uno specifico numero di lettere nulle per mascherare l'inizio e la fine del messaggio.
33, 5, 41, 13, 49, 21, 57, 29, 1, 37, 9, 45, 17, 53, 25, 61, 34, 6, 42, 14, 50, 22, 58, 30, 2, 38, 10, 46, 18, 54, 26, 62, 35, 7, 43, 15, 51, 23, 59, 31, 3, 39, 11, 47, 19, 55, 27, 63, 36, 8, 44, 16, 52, 24, 60, 32, 4, 40, 12, 48, 20, 56, 28, 64

### Griglie rotanti

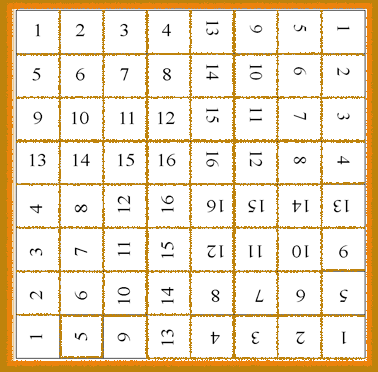
Una griglia di Fleissner di dimensioni 8x8 prima che venissero ritagliate le aperture.

Le griglie di Cardano rettangolari potevano essere utilizzate in quattro posizioni. Le griglie a scacchiera o a graticcio avevano solo 2 posizioni ma potevano dar luogo ad una griglia rotante, più sofisticata delle precedenti, con 4 posizioni che poteva essere ruotata in due direzioni.
Il barone Edouard Fleissner von Wostrowitz, un colonnello in pensione della cavalleria austriaca, descrisse nel 1881 questa variante della griglia a scacchiera ed il suo cifrario fu adottato largamente, anche dall'esercito Tedesco durante la prima guerra mondiale. Nonostante sia spesso indicata anche con il nome di griglia di Fleissner (o Fleißner), il barone von Wostrowitz non ne è l'inventore in quanto il suo lavoro è basato largamente su una pubblicazione tedesca fatta nella città di Tubinga nel 1809 da Klüber, che a sua volta attribuiva questo tipo di cifrario allo stesso Cardano. Si ha infatti menzione del loro utilizzo già nel XVIII secolo, ad esempio nel 1745 dall'amministrazione dello statolder ("presidente") dei Paesi Bassi William IV o in uno studio del 1796 del matematico tedesco C. F. Hindenburg, Bauer notò più tardi che esse «sono spesso chiamate griglie di Fleissner ignorando la loro origine storica».
Una versione della griglia di Fleissner utilizza 16 perforazioni in una griglia 8x8, vale a dire 4 fori per ogni quadrante: se si ipotizza di numerare le caselle di ogni quadrante da 1 a 16, ognuno dei 16 numeri deve comparire solo 1 volta per ogni quadrante. Questo permette di utilizzare molte varianti per la collocazione delle finestrelle.
Le posizioni della griglia, quattro, sono indicate con i nomi dei quattro punti cardinali North ("Nord"), East ("Est"), South ("Sud") e West ("Ovest"), ed ogni posizione imposta 16 delle 64 caselle. Il cifrante colloca la griglia su un foglio e scrive le prime 16 lettere del messaggio, poi ruota la griglia di 90 gradi e scrive le successive 16, e così via finché non viene riempita tutta la griglia.
È possibile realizzare griglie di differenti dimensioni: vale la regola che il numero di caselle di ogni quadrante deve essere pari. Se il numero di caselle in un quadrante è dispari, anche se il totale è un numero pari, un quadrante o una sezione deve allora contenere una perforazione aggiuntiva. In alcune illustrazioni spesso si vedono griglie di Fleissner di dimensione 6x6 per motivi di spazio: il numero di aperture è 9, per cui 3 quadranti contengono 2 aperture ed un quadrante ne deve contenere 3. Non c'è una regola precisa per la disposizione delle finestrelle: esse sono create a discrezioni dell'utente, secondo la regola suddetta.
Questo metodo di cifratura ebbe un discreto momento di notorietà grazie al fatto che Jules Verne lo menzionò nel suo racconto Mathias Sandorf, pubblicato nel 1885, dopo averne appreso l'esistenza leggendo il trattato Handbuch die Kryptographie (1881) dello stesso Fleissner.

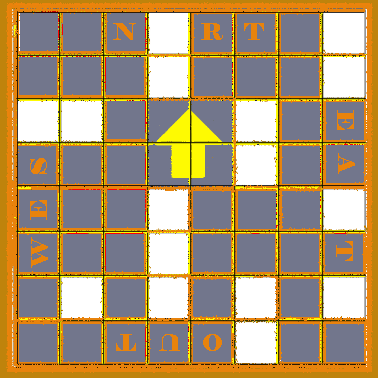
Una delle molte varianti della griglia rotante, o griglia di Fleissner, che può essere ruotata in senso orario od antiorario.

Come detto, le griglie di Fleissner furono utilizzate dall'esercito Tedesco durante la Prima guerra mondiale fino al 1916. Le griglie erano realizzate in differenti dimensioni, ognuna delle quali aveva un nome in codice differente: 5x5 ANNA; 6x6 BERTA; 7x7 CLARA; 8x8 DORA; 9x9 EMIL; 10x10 FRANZ. La loro sicurezza era minima e, difatti, furono tutte violate dopo alcuni mesi.
Un altro metodo di indicare la dimensione della griglia in uso era quello di inserire un codice chiave all'inizio del testo cifrato: ad esempio, E = 5, F = 6 e così via. La griglia poteva essere ruotata in qualunque direzione e la posizione di partenza non necessariamente doveva essere il Nord. Ovviamente sia il mittente che il destinatario dovevano comunque mettersi d'accordo su questi parametri.
Negli esempi qui sotto i due testi cifrati contengono lo stesso messaggio. Essi sono stati ottenuti dalla griglia d'esempio, iniziando con la posizione Nord ma uno è costruito ruotando la griglia in senso orario mentre l'altro in senso antiorario. Il testo cifrato e poi estrapolato dalla griglia per linee orizzontali (anche se poteva essere estratto per quelle verticali).
Senso orario
```
ITIT ILOH GEHE TCDF LENS IIST FANB FSET EPES HENN URRE NEEN TRCG PR&I ODCT SLOE
```

Senso antiorario
```
LEIT CIAH GTHE TIDF LENB IIET FONS FSST URES NEDN EPRE HEEN TRTG PROI ONEC SL&C
```

Nel 1925 il crittanalista italiano Luigi Sacco pubblicò la prima versione (ad uso interno dell'esercito) del suo famoso trattato sui metodi crittanalitici, Nozioni di crittografia (edito poi nel 1936 come libro con il titolo di Manuale di crittografia), in cui analizzò anche il metodo di Fleissner applicato ad altri cifrari, come i cifrari bifidi o quelli a quattro quadrati del Delastelle, grazie a cui si otteneva un buon livello di sicurezza.
Dopo la Prima guerra mondiale si affermò un nuovo tipo di crittografia che faceva uso di macchine cifranti molto complesse (come l'Enigma) per cui i cifrari a griglia caddero in disuso rimanendo confinati nell'ambito di un utilizzo amatoriale.

## Varianti

### Il cifrario D'Agapeyeff
Il cifrario D'Agapeyeff è un cifrario inserito dal cartografo inglese di origini russe Alexander D'Agapeyeff nel suo "Codes and Ciphers"", una piccola pubblicazione sulla crittografia edita nel 1939. Doveva essere una sfida di decifratura per i lettori ma è divenuto alla fine un cifrario irrisolvibile perché l'autore fece uno sbaglio durante l'operazione di cifratura e tutti i tentativi di ricostruire il testo originale sono falliti. Lo stesso D'Agapeyeff lo tolse dalle successive ristampe del libro perché incapace di ricordarsi come aveva ottenuto quel testo cifrato, forse sfruttando proprio l'idea di Sacco di trasporre un testo cifrato frazionato mediante l'uso di una griglia.

### Una griglia di terze parti: il cruciverba

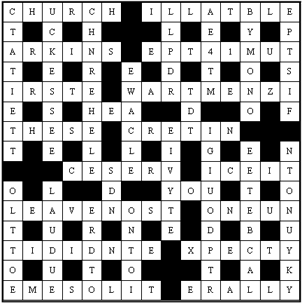
Un cruciverba preso da un giornale inglese del 1941.

La distribuzione di griglie, un esempio della difficoltà dello scambio della chiave, è un problema che può essere risolto utilizzando una griglia di terze parti facilmente accessibile: un cruciverba. Anche se questo metodo non è propriamente un cifrario a griglia, ricorda però vagamente i cifrari a scacchiera con le caselle nere invertite e può essere utilizzato secondo la maniera descritta da Cardano. Il testo del messaggio può perciò essere scritto orizzontalmente nelle caselle bianche ed il testo cifrato si ottiene leggendolo verticalmente, o viceversa. Ecco un esempio:
CTATI ETTOL TTOEH RRHEI MUCKE SSEEL AUDUE RITSC VISCH NREHE LEERD DTOHS ESDNN LEWAC LEONT OIIEA RRSET LLPDR EIVYT ELTTD TOXEA E4TMI GIUOD PTRT1 ENCNE ABYMO NOEET EBCAL LUZIU TLEPT SIFNT ONUYK YOOOO

## Crittanalisi
La griglia di Cardano era un sistema inventato per tenere sicura la corrispondenza privata. Qualunque sospetto di un suo utilizzo poteva portare alla scoperta di messaggi nascosti anche dove essi non c'erano proprio, confondendo un crittanalista. Ed anche le lettere ed i numeri di un eventuale schema servivano a poco se non si entrava in possesso della griglia cifrante, vero successo dell'attaccante.
Ma non tutto era perso, se non era possibile ottenere una copia di detta griglia. Le ultime varianti della griglia di Cardano, infatti, presentavano problemi comuni a tutti i cifrari a trasposizione. L'analisi delle frequenze può mostrare una distribuzione normale delle lettere e suggerire il linguaggio in cui il testo originale è stato scritto. Il problema, facilmente inteso anche se meno facilmente risolto, è quindi l'identificazione dello schema di trasposizione usato e poi procedere alla decifratura del messaggio. Il possesso di diversi messaggi cifrati con la stessa griglia è un aiuto considerevole.